# Кристал Уайлдер
Кристал Уайлдер (англ. Crystal Wilder, род. 13 сентября 1967, Брукингс, Южная Дакота — американская порноактриса, лауреат премий AVN Awards и XRCO Award.

## Биография
Родилась 13 сентября 1967 года в Южной Дакоте. Выросла в консервативной и довольно строгой семье. Не в силах противостоять строгой дисциплине, которая царила дома, Кристал постепенно отдалилась от семьи и, когда ей исполнилось 18 лет, начала работать эротической фотомоделью для различных мужских журналов и танцевать стриптиз в клубе в Су-Фолса, недалеко от своего родного города под сценическим именем Скарлет О’Хара.
После Кристал вышла замуж за Терри Томаса и переехала в Лос-Анджелес в поисках возможности попасть на кастинги и дебютировать в порноиндустрии. Там она познакомилась с известной порноактрисой Эшлин Гир, которая свела Кристал с продюсерами и студиями, облегчившими ей вход в индустрию взрослых развлечений. Она получила первую роль в 1992 году, дебютировав в качестве актрисы в возрасте 25 лет в фильме «Маскарад» (Masquerade), в котором также снялся её муж. Так образовался художественный дуэт, сформировавшийся в последующих фильмах.
Снималась для ведущих студий — VCA Pictures, Hustler, Forbidden Films, Metro, Sin City, Coast To Coast, Wicked Pictures, Prestige Video, Vivid, Legend и других.
Ушла из индустрии в 2004 году, снявшись в общей сложности в 233 фильмах.

## Награды и номинации
| Год  | Церемония  | Результат | Номинация                         | Работа             |
| ---- | ---------- | --------- | --------------------------------- | ------------------ |
| 1994 | AVN Awards | Номинация | Лучшая новая старлетка            | н/д                |
| 1994 | AVN Awards | Номинация | Лучшая исполнительница года       | н/д                |
| 1994 | AVN Awards | Номинация | Лучшая актриса                    | New Wave Hookers 3 |
| 1994 | AVN Awards | Номинация | Лучшая актриса                    | Wilder At Heart    |
| 1994 | AVN Awards | Победа    | Лучшая групповая сцена (фильм)    | New Wave Hookers 3 |
| 1994 | AVN Awards | Победа    | Лучшая групповая сцена (видео)    | A Blaze Of Glory   |
| 1994 | AVN Awards | Номинация | Лучшая групповая лесбийская сцена | Cheerleader Nurses |
| 1994 | XRCO Award | Победа    | Лучшая групповая сцена            | New Wave Hookers 3 |

## Избранная фильмография
- Ass Freaks[6],
- Butts Afire[7],
- Deep Inside Crystal Wilder[8],
- Endlessly[9],
- Frenzy[10],
- Governess[11],
- Hootermania[12],
- Malcolm XXX[13],
- Naughty Thoughts[14],
- Pulp Friction[15],
- Treasure Chest[16],
- Wicked Waxxx Worxxx[17].